# Nduka Odizor
Nduka Emmanuel Odizor (Lagos, 28 de agosto de 1958) es un extenista nigeriano, que representó a su país en los Juegos Olímpicos de Seúl 1988. Ganó tan solo un título en categoría individual (Taipéi, 1983) y siete en dobles. Su ránquing más alto en la lista ATP fue el número 52 en individual (junio de 1984) y el 20 en dobles en agosto de 1984. Entre 1986 y 1993 jugó en once ocasiones con el equipo de Copa Davis de Nigeria con un cómputo de 20 victorias y 13 derrotas.

## Finales disputadas

### Individuales (1 victoria)
| Result   | W/L | Fecha             | Torneo         | Superficie | Oponente    | Resultado     |
| -------- | --- | ----------------- | -------------- | ---------- | ----------- | ------------- |
| Victoria | 1–0 | Noviembre de 1983 | Taipéi, Taiwán | Moqueta    | Scott Davis | 6–4, 3–6, 6–4 |

### Doubles (7 wins, 4 losses)
| Result   | W/L | Fecha              | Torneo                      | Superficie    | Compañero            | Oponente                         | Resultado     |
| -------- | --- | ------------------ | --------------------------- | ------------- | -------------------- | -------------------------------- | ------------- |
| Victoria | 1–0 | Marzo de 1983      | Monterrey, México           | Moqueta       | David Dowlen         | Andy Andrews John Sadri          | 3–6, 6–3, 6–4 |
| Victoria | 2–0 | Septiembre de 1983 | Dallas, EE. UU.             | Dura          | Van Winitsky         | Steve Denton Sherwood Stewart    | 6–3, 7–5      |
| Derrota  | 2–1 | Abril de 1984      | Boca West, EE. UU.          | Dura          | David Dowlen         | Mark Edmondson Sherwood Stewart  | 6–4, 1–6, 4–6 |
| Derrota  | 2–2 | Abril de 1984      | Houston, EE. UU.            | Tierra batida | David Dowlen         | Pat Cash Paul McNamee            | 5–7, 6–4, 3–6 |
| Victoria | 3–2 | Mayo de 1984       | Forest Hills WCT, EE. UU.   | Tierra batida | David Dowlen         | Ernie Fernández David Pate       | 7–6, 7–5      |
| Victoria | 4–2 | Octubre de 1984    | Torneo de Tokio, Japón      | Dura          | David Dowlen         | Mark Dickson Steve Meister       | 6–7, 6–4, 6–3 |
| Derrota  | 4–3 | Octubre de 1985    | Melbourne Indoor, Australia | Moqueta       | David Dowlen         | Brad Drewett Matt Mitchell       | 6–4, 6–7, 4–6 |
| Victoria | 5–3 | Diciembre de 1985  | Torneo de Sídney, Australia | Hierba        | David Dowlen         | Broderick Dyke Wally Masur       | 6–4, 7–6      |
| Derrota  | 5–4 | Febrero de 1988    | Metz, Francia               | Moqueta       | Rill Baxter          | Jaroslav Navrátil Tom Nijssen    | 2–6, 7–6, 6–7 |
| Victoria | 6–4 | Enero de 1990      | Adelaida, Australia         | Dura          | Andrew Castle        | Alexander Mronz Michiel Schapers | 7–6, 6–2      |
| Victoria | 7–4 | Octubre de 1990    | Tel Aviv, Israel            | Dura          | Christo van Rensburg | Ronnie Båthman Rikard Bergh      | 6–3, 6–4      |